# Nati nel 1735
| Questa pagina contiene informazioni ricavate automaticamente dalle voci biografiche con l'ausilio del template Bio e di un bot. L'aggiornamento è periodico e automatico e ricostruisce completamente la pagina. Se manca una persona in questa lista, sei pregato di non aggiungerla, ma accertati piuttosto che la sua voce biografica contenga il template Bio e che i dati anagrafici siano correttamente compilati. Se il template Bio manca, inseriscilo tu stesso o, in alternativa, metti l'avviso {{tmp\|Bio}} che ne segnala la mancanza. Se i dati riportati sono sbagliati, correggi direttamente la voce biografica; le modifiche saranno visibili in questa lista entro pochi giorni. Per chiarimenti vedi il progetto biografie. La lista contiene solo le 138 persone che sono citate nell'enciclopedia e per le quali è stato implementato correttamente il template Bio. Pagina aggiornata al 10 mag 2025. |

## Gennaio(11)
- 1º gennaio - Paul Revere, incisore e patriota statunitense († 1818)
- 8 gennaio - George Beresford, I marchese di Waterford, politico irlandese († 1800)
- 8 gennaio - John Carroll, gesuita e arcivescovo cattolico statunitense († 1815)
- 9 gennaio - John Jervis, I conte di St Vincent, ammiraglio britannico († 1823)
- 11 gennaio - Angelo Da Campo, pittore italiano († 1826)
- 15 gennaio - Mauro Picenardi, pittore italiano († 1809)
- 16 gennaio - Carlo Cristiano di Nassau-Weilburg, principe tedesco († 1788)
- 18 gennaio - Jeremiah Meyer, pittore e miniaturista tedesco († 1789)
- 21 gennaio - Johann Gottfried Eckard, pianista e compositore tedesco († 1809)
- 27 gennaio - Étienne Clavière, politico e banchiere francese († 1793)
- 31 gennaio - J. Hector St. John de Crèvecœur, scrittore francese († 1813)

## Febbraio(13)
- 1º febbraio - Joseph Alvinczy von Berberek, feldmaresciallo austriaco († 1810)
- 2 febbraio - Pietro Melchiorre Ferrari, pittore italiano († 1787)
- 3 febbraio - Francesco Carcano, scrittore, poeta e mecenate italiano († 1794)
- 3 febbraio - Ignacy Krasicki, arcivescovo cattolico polacco († 1801)
- 5 febbraio - Giuseppe Angelini, scultore italiano († 1811)
- 5 febbraio - Paul Kray von Krajowa, generale austriaco († 1804)
- 6 febbraio - Maria Antonia Dorotea Gonzaga, nobildonna spagnola († 1801)
- 12 febbraio - Maria Cristina di Sassonia, badessa tedesca († 1782)
- 13 febbraio - Sado di Joseon, principe coreano († 1762)
- 15 febbraio - Domenico De Angelis, pittore italiano († 1804)
- 22 febbraio - Charles Lennox, III duca di Richmond, militare, politico e diplomatico britannico († 1806)
- 24 febbraio - René-Louis de Girardin, artista, scrittore e militare francese († 1808)
- 28 febbraio - Alexandre-Théophile Vandermonde, matematico francese († 1796)

## Marzo(7)
- 1º marzo - Diego Gregorio Cadello, cardinale e arcivescovo cattolico italiano († 1807)
- 3 marzo - Button Gwinnett, politico statunitense († 1777)
- 12 marzo - François-Emmanuel Guignard de Saint-Priest, politico e diplomatico francese († 1821)
- 17 marzo - Fredrik Vilhelm von Hessenstein, generale e nobile svedese († 1808)
- 20 marzo - Torbern Olof Bergman, chimico e mineralogista svedese († 1784)
- 22 marzo - Immanuel Johann Gerhard Scheller, lessicografo, latinista e filologo classico tedesco († 1803)
- 29 marzo - Johann Karl August Musäus, scrittore tedesco († 1787)

## Aprile(3)
- 5 aprile - František Herzan von Harras, cardinale e vescovo cattolico ceco († 1804)
- 28 aprile - Vincenzo Labini, arcivescovo cattolico italiano († 1807)
- 28 aprile - Giovanni Valesi, tenore tedesco († 1816)

## Maggio(9)
- 1º maggio - Lorenzo Hervás y Panduro, gesuita, linguista e filologo spagnolo († 1809)
- 4 maggio - Luigi Gazzoli, cardinale italiano († 1809)
- 8 maggio - Nathaniel Dance-Holland, pittore inglese († 1811)
- 21 maggio - Giuseppe Battista Piacenza, architetto italiano († 1818)
- 22 maggio - Carlo Barletti, fisico italiano († 1800)
- 23 maggio - Charles Joseph de Ligne, militare, scrittore e commediografo belga († 1814)
- 27 maggio - José Joaquín Romero y Fernández de Landa, ammiraglio e ingegnere spagnolo († 1807)
- 27 maggio - Filippo Vibò di Prales, generale italiano († 1821)
- 28 maggio - François Christophe Kellermann, generale e politico francese († 1820)

## Giugno(10)
- 9 giugno - George Villiers Bussy, nobile e politico inglese († 1805)
- 11 giugno - Andrea Corsini, cardinale e vescovo cattolico italiano († 1795)
- 16 giugno - Antonio II Boncompagni Ludovisi, nobile italiano († 1805)
- 16 giugno - Nicolas-Bernard Lépicié, pittore francese († 1784)
- 22 giugno - John Millar, economista, filosofo e storico scozzese († 1801)
- 23 giugno - Jean-Baptiste-René Robinet, filosofo e naturalista francese († 1820)
- 24 giugno - Federica Carolina di Sassonia-Coburgo-Saalfeld, principessa († 1791)
- 26 giugno - Joseph Ducreux, pittore francese († 1802)
- 28 giugno - Jean-Pierre Houël, incisore, pittore e architetto francese († 1813)
- 29 giugno - Pierre-Joseph Picot de Clorivière, gesuita francese († 1820)

## Luglio(9)
- 5 luglio - August Ludwig von Schlözer, storico tedesco († 1809)
- 8 luglio - Domenico Agostino Vandelli, scienziato, naturalista e botanico italiano († 1816)
- 10 luglio - Giovanni Bertati, librettista italiano († 1808)
- 16 luglio - Andrzej Poniatowski, nobile e generale polacco († 1773)
- 19 luglio - Garret Wesley, I conte di Mornington, politico e compositore irlandese († 1781)
- 22 luglio - Girolamo Saladini, matematico italiano († 1813)
- 26 luglio - Jacob Anton Zallinger, filosofo, giurista e religioso austriaco († 1813)
- 26 luglio - Jakob Josef Zelger, politico svizzero († 1815)
- 27 luglio - Elizabeth Bentinck, nobildonna inglese († 1825)

## Agosto(10)
- 4 agosto - Domenico Michelessi, scrittore e presbitero italiano († 1773)
- 6 agosto - Heongyeong di Joseon, principessa coreana († 1816)
- 7 agosto - Claudine Picardet, chimica, meteorologa e mineralogista francese († 1820)
- 15 agosto - Germano Prendaglio, pittore e miniatore italiano († 1809)
- 15 agosto - Federico Alberto di Anhalt-Bernburg, principe tedesco († 1796)
- 18 agosto - François-Xavier de Feller, gesuita, storico e teologo belga († 1802)
- 19 agosto - Gioacchino Martorana, pittore italiano († 1779)
- 20 agosto - János Szily, vescovo cattolico ungherese († 1799)
- 21 agosto - Tobias Furneaux, militare, navigatore e esploratore britannico († 1781)
- 28 agosto - Andreas Peter Bernstorff, politico danese († 1797)

## Settembre(9)
- 3 settembre - Jérôme-Marie Champion de Cicé, arcivescovo cattolico francese († 1810)
- 3 settembre - Ekaterina Aleksandrovna Kurakina, nobildonna russa († 1802)
- 5 settembre - Johann Christian Bach, compositore tedesco († 1782)
- 11 settembre - Joseph Maria von Colloredo, generale austriaco († 1818)
- 22 settembre - Charles Bingham, I conte di Lucan, politico irlandese († 1799)
- 22 settembre - Giuseppe Santini, abate e matematico italiano († 1796)
- 23 settembre - Thomas Martyn, botanico inglese († 1825)
- 27 settembre - Robert Robinson, teologo inglese († 1790)
- 28 settembre - Augustus FitzRoy, III duca di Grafton, nobile e politico britannico († 1811)

## Ottobre(11)
- 1º ottobre - Károly József Pálffy de Erdőd, nobile e politico ungherese († 1816)
- 6 ottobre - Giuseppe Ballanti, incisore italiano († 1824)
- 6 ottobre - Marco Antonio Gregorina, vescovo cattolico, scrittore e teologo dalmata († 1815)
- 6 ottobre - Jesse Ramsden, ottico inglese († 1800)
- 9 ottobre - Carlo Guglielmo Ferdinando di Brunswick-Wolfenbüttel, generale prussiano († 1806)
- 14 ottobre - Angiolo Franceschi, arcivescovo cattolico italiano († 1806)
- 18 ottobre - Antonio Maria Lorgna, matematico e ingegnere italiano († 1796)
- 25 ottobre - James Beattie, poeta e filosofo scozzese († 1803)
- 28 ottobre - Simon Julien, pittore e incisore francese († 1800)
- 29 ottobre - Margherita Sparapani Gentili Boccapadule, nobildonna e viaggiatrice italiana († 1820)
- 30 ottobre - John Adams, politico statunitense († 1826)

## Novembre(9)
- 1º novembre - Filippo Trigona, vescovo cattolico italiano († 1824)
- 2 novembre - Giovanni Andrea Avogadro, vescovo cattolico e gesuita italiano († 1815)
- 5 novembre - Bernardo Zamagna, gesuita, poeta e teologo dalmata († 1820)
- 9 novembre - Carlo Guglielmo di Nassau-Usingen, principe tedesco († 1803)
- 10 novembre - Granville Sharp, attivista inglese († 1813)
- 13 novembre - Oronzio De Bernardi, presbitero, teologo e scienziato italiano († 1806)
- 15 novembre - Johann Christian Brandes, attore teatrale e commediografo tedesco († 1799)
- 17 novembre - Antoine-Alexandre-Henri Poinsinet, commediografo e librettista francese († 1769)
- 26 novembre - Giambattista Varesco, abate, musicista e poeta italiano († 1805)

## Dicembre(5)
- 4 dicembre - Josephus Nicolaus Laurenti, biologo austriaco († 1805)
- 6 dicembre - Cristiana di Meclemburgo-Strelitz, nobile tedesco († 1794)
- 7 dicembre - Gregorio Fontana, matematico e religioso italiano († 1803)
- 20 dicembre - Friedrich August Brand, pittore austriaco († 1806)
- 22 dicembre - Ulrich Bräker, scrittore svizzero († 1798)

## Senza giorno specificato(32)
- Carlo Bellini, filologo e rivoluzionario italiano († 1804)
- Ibrahim Bey, militare ottomano († 1817)
- Anton Francesco Biondi, pittore italiano († 1805)
- Pietro Antonio Crevenna, bibliografo italiano († 1792)
- John Brown, medico scozzese († 1788)
- Ercole Cacherano d'Osasco, politico italiano († 1804)
- Bartolomeo Andrea Camerani, attore teatrale italiano († 1816)
- Giovanni Battista Cervellini, compositore e organista italiano († 1801)
- John Coventry, artigiano inglese († 1812)
- Léonard Defrance, pittore belga († 1805)
- Fëdor Aleksandrovič Emin, scrittore russo († 1770)
- Philipp Hafner, commediografo austriaco († 1764)
- Henry Hope, banchiere olandese († 1811)
- Isoda Koryūsai, pittore e incisore giapponese († 1790)
- Christian Joseph Jagemann, bibliotecario tedesco († 1804)
- Richard de Lalonde, incisore francese († 1808)
- Dmitrij Grigor'evič Levickij, pittore russo († 1822)
- John McCausland, politico irlandese († 1804)
- Flaminio Innocenzo Minozzi, pittore e progettista italiano († 1817)
- Carlo Monza, compositore e organista italiano († 1801)
- Partenio II di Alessandria, arcivescovo ortodosso greco († 1805)
- Giovan Battista Perasso, patriota italiano († 1781)
- Salomone I d'Imerezia, re († 1784)
- Cristoforo Santanna, pittore italiano († 1805)
- Edward Telfair, politico statunitense († 1807)
- Torii Kiyomitsu, pittore e incisore giapponese († 1785)
- Giovanni Volpato, incisore e ceramista italiano († 1803)
- Mattia Vento, compositore e clavicembalista italiano († 1776)
- Jacoma Antonia Camilla Veronese, attrice teatrale italiana († 1768)
- William Wright, medico e botanico britannico († 1819)
- Giovanni Domenico Zucchinetti, organista italiano
- Étienne de La Vallée-Poussin, pittore e decoratore francese († 1802)